# Indústria lítica
La indústria lítica és un conjunt d'utensilis de pedra derivats de l'activitat humana. S'utilitzaven en l'època anterior a l'ús dels metalls i comprèn típicament els següents estadis successius: 
- el Paleolític (1200000-10000 aC) amb indústria lítica de còdols i objectes de sílex.
- el Mesolític (10000-5000 aC), en què s'especialitzen eines per a foradar (perforadors, trepants), en puntes de sageta (puntes amb peduncle i aletes), en micròlits geomètrics (segments de cercle, trapezis, triangles) i sobretot en la producció de multitud de làmines petites que eren fixades amb resines a falçs primitives fetes de banya, os o fusta.
- el Neolític (5000-2000), en què utilitzen el sílex, l'or, la plata i el coure, que anaven perfeccionant a mesura que milloraven la seva destresa manual.

És la indústria més antiga que es coneix; els homínids, almenys els ancestres de l'ésser humà, han fet servir aquest tipus d'eines des de fa almenys 2.800.000 anys. Es pot dir que les eines lítiques van constituir una adquisició important per al desenvolupament de la nostra espècie, ajudant a l'adaptació de nous ambients en permetre modificar la dieta alimentària (incorporant tubercles o proteïnes procedents de grans herbívors).
La capacitat de producció d'eines s'ha desenvolupat des de les primeres pedres tallades per una cara, fins als complexos ordinadors i màquines de l'actualitat, passant per tot un seguit de tècniques molt diverses, però tractant sempre d'aprofitar les seves qualitats i fenòmens per a la consecució d'uns objectius concrets en la tasca: primer, per adaptar-se al medi i després per adaptar el medi a pròpies necessitats.

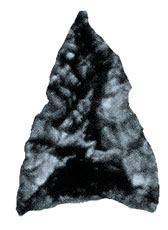
Punta de sageta d'obsidiana

## Tipus de tècniques en la indústria lítica
Es distingeixen diversos tipus de tècniques que es van anar desenvolupant al llarg del temps. Aquestes tècniques, que actualment ens serveixen per a datar els jaciments, van suposar grans avenços en la capacitat de domini del medi; el seu desenvolupament va ser molt lent i va modificar els hàbits dels seus usuaris. Atenent a la tecnologia que van utilitzar en la seva execució es distingeixen els períodes següents:

### Olduvaià(mode 1)
Desenvolupat a l'Àfrica pels primers individus humans; són eines molt senzilles que requereixen una petita despesa energètica per a la seva elaboració, per la qual cosa se suposa que serien fabricades segons les seves necessitats i abandonades després del seu ús. Es tracta de pedres, normalment còdols, sílex o similars, que eren percudits per obtenir el tall per un dels costats, que s'utilitzaven per a extreure la medul·la òssia dels animals que caçaven, o fines ascles amb tall que servien per a tallar. El seu origen se situa a l'Àfrica com a mínim des de fa 2.800.000 anys (Shungura, riu Omo, Etiòpia) i a Europa en 1.000.000 anys, com les trobades al jaciment de la sima del Elefante, al jaciment arqueològic d'Atapuerca.

### Acheulià(mode 2)
En terres africanes, es van trobar eines més elaborades datades en 1.700.000 anys. Aquestes eines tenien la característica d'estar tallades per ambdues cares i de ser d'ús universal o bé amb una certa especialització.

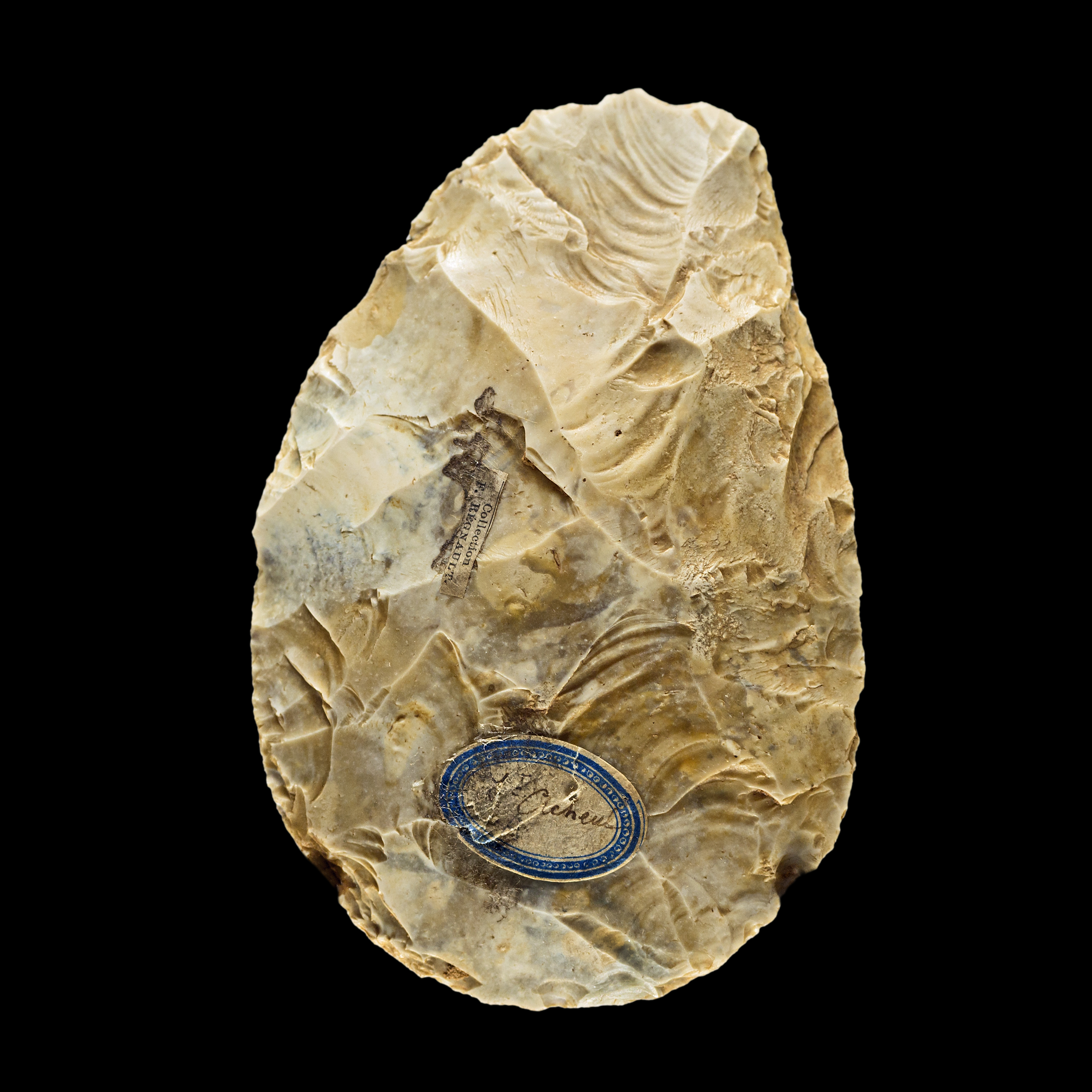
Bifaços acheulians

La peça més característica és l'anomenada bifaç, o destral de mà, que tenia usos molt diversos en multitud de tasques pesades: tallar, raspar, perforar... tant és així que, col·loquialment, se l'anomena la navalla suïssa del Paleolític. Es tracta d'una pedra de gran duresa, generalment sílex, que és tallada per ambdues cares fins a aconseguir una forma triangular amb una base semicircular. També s'elaboraven eines per a usos específics, com pics trièdrics, fenedors, rascadors, denticulats…
Aquesta tecnologia requeria una gran despesa energètica; calia buscar la matèria primera precisa i convenient, tallant-la amb molt de compte i habilitat, perquè el seu ús era durador, es mantenia en poder de l'individu per a la seva tasca diària. També eren objecte de comerç, tant la mateixa matèria primera com les eines ja elaborades.
Aquesta indústria va perdurar per més d'un milió d'anys; en els jaciments de la galeria de Sílex i sima de los Huesos d'Atapuerca, a Espanya, s'han trobat en un període comprès entre 600.000 i 300.000 anys.

### Mosterià(mode 3)
Es caracteritza per utilitzar altres elements per al seu treball. Fins llavors, les pedres es tallaven copejant-les amb altres pedres, mentre que amb aquesta nova tècnica, coneguda com a tècnica Levallois, s'usen colpejadores de fusta o ossos i es realitza sobre un nucli de pedra prèviament tractat.
El nucli originari de pedra té forma troncopiramidal i es colpeja per obtenir ascles que després s'utilitzaran per a l'elaboració d'instruments especialitzats. Això permet l'obtenció d'elements més petits i diversos. Aquesta va ser la tècnica que van utilitzar els neandertals durant gairebé tota la seva existència.

### Paleolític superior(mode 4)
Destaca per l'elaboració dels mànecs per als instruments. Aquests ja són petits i d'ús molt concret i es fabriquen, especialment, per a la seva comesa. A l'Europa occidental, destaquen les cultures châtelperroniana, aurinyaciana, gravetiana, solutriana i magdaleniana.
El paleolític és una etapa de la prehistòria caracteritzada per l'ús d'útils de pedra tallada, encara que, també, s'usaven altres matèries primeres orgàniques (que per la seva dificultat de conservació són poc conegudes) per a construir diversos utensilis: os, asta, fusta, cuir, fibres vegetals, etc. És el període més llarg de la història de l'ésser humà (de fet, n'abasta un 99%); s'estén des de fa uns 2,5 milions d'anys (a l'Àfrica) fins fa uns 10.000 anys. Etimològicament, significa 'edat antiga de la pedra' (παλαιός, paleos = 'antic', i λίθος, lithos = 'pedra'); el terme va ser creat per l'arqueòleg John Lubbock el 1865, per oposició al Neolític ('edat moderna de la pedra'); i constitueixen juntes el que s'anomena l'edat de pedra (s'insisteix en l'elaboració d'utensilis de pedra per establir l'oposició a l'edat dels metalls). Les ètnies paleolítiques eren nòmades, és a dir, s'establien en un lloc fins a esgotar els recursos naturals i es movien per trobar un altre assentament temporal.

### Neolític(mode 5)
El descobriment de l'agricultura canvia radicalment la forma de vida de les tribus humanes que han d'elaborar altres instruments per a les noves necessitats. Molins de mà (metates), destrals, aixes lluentades, dents de falç, etc. Les dents de falç són petits resquills tallants disposats en un mànec de fusta formant una falç per a segar els camps conreats. En aquest temps, els homínids es van convertir en sedentaris. Al Neolític, les pedres van començar a polir-se, és a dir, amb una pedra gran amb solcs es fregava altra pedra, amb la qual se li donava forma a l'útil. Aquesta va ser la nova tècnica inventada al Neolític, amb la qual es van inventar l'aixada, la falç i la destral.

## Utilització dels metalls
La utilització dels metalls donaria pas a una altra tecnologia diferent a la paleolítica, ja que, bàsicament, es tracta d'utilitzar el mineral, tipus especials de pedres, que calia processar mitjançant procediments més complexos que la simple mecanització. Aquesta nova forma d'indústria donaria nom a tres importants períodes prehistòrics, l'edat del coure o calcolític, l'edat del bronze i l'edat del ferro.
Tot i el desenvolupament de les tecnologies metal·lúrgiques, la indústria lítica no va decaure. El període calcolític és la fase de la prehistòria en la qual la talla de la pedra adquireix major sofisticació i mestria.
El treball de la pedra ha perdurat fins als nostres dies, però la importància que va adquirir en èpoques prehistòriques per al desenvolupament de la humanitat mai ha estat igualada. En obrir-se el coneixement tècnic al domini d'altres tecnologies, la dependència del desenvolupament humà del treball de la pedra va minvar fins a ser considerada una tècnica menor.

## Informació dels útils lítics
Els útils lítics, així com els ossis i les restes de la seva elaboració, són una part fonamental del registre arqueològic de la prehistòria més remota, ja que són gairebé exclusivament les úniques restes que s'han conservat per al coneixement de les societats humanes que les fabricaven. Aquestes restes materials arqueològiques es diuen indústries i ens proporcionen una important informació com:
1. Matèria primera, que ens indica les fonts d'aprovisionament, l'àrea de captació al voltant del jaciment i els desplaçaments que realitzava el grup humà.
2. Tècnica d'elaboració, que ens mostra el desenvolupament tecnològic aconseguit en cada època i la seva relació amb altres grups humans contemporanis.
3. Disposició espacial dels útils dins del jaciment: ens revelen la seva organització de treball.
4. Empremtes d'ús i morfologia, que proporcionen dades sobre la seva utilitat o sobre la dieta que seguien aquestes persones.[3]